# Samuel Deguara
Samuel Deguara (Pietà, 21 giugno 1991) è un cestista maltese con cittadinanza italiana.

## Caratteristiche tecniche
Lungo che abbina una grande fisicità, data dall'imponente mole (230 cm per 136 kg), ad una buona tecnica individuale. Mani educate e discreto tiratore di liberi a dispetto della statura, ottimo rimbalzista ed efficace passatore dal post. In difesa è bravo a dominare l'area e ad aiutare i compagni sul pick and roll.

## Carriera
È uno dei punti di riferimento della sua nazionale, nella quale è di gran lunga il giocatore più alto. Ha un contratto con la Benetton Treviso fino al 2016. Inoltre con la maglia della nazionale maltese è stato miglior marcatore degli europei dei piccoli stati nell'estate del 2012 in cui Malta si è piazzata al terzo posto.
Nel 2011-12 ha militato in prestito al CUS Bari Pallacanestro in Divisione Nazionale A. Nella stagione successiva ha giocato per la Pallacanestro Reggiana, in Serie A, disputando un'unica partita contro l'Armani Milano

## Palmarès
- Campionato di pallacanestro maltese: 1

Bupa Luxol: 2016-2017
- Malaysia National Basketball League: 1

Farmcochem Touch Up: 2017
- Thailand Basketball League: 1

PEA: 2018
- Campionato europeo FIBA dei piccoli stati:1

Malta: 2018